# Október 16.
Október 16. az év 289. (szökőévben 290.) napja a Gergely-naptár szerint. Az évből még 76 nap van hátra.
Névnapok: Gál + Ambos, Ambró, Ambrus, Aranka, Aurélia, Auróra, Bedecs, Bedő, Gallusz, Gálos, Gellért, Gerhárd, Hédi, Hedvig, Lehel, Lél, Lelle, Margit

## Események
- 1604 – Bocskai István hajdúi élén bevonul Debrecenbe.
- 1690 – I. Lipót német-római császár, magyar király aláírja a Diploma Leopoldinumot.
- 1701 – Megalapítják a Yale Egyetemet.
- 1813 – A Népek Csatájának kezdete Lipcsénél: Bonaparte Napóleon veresége a porosz–osztrák–orosz koalíciós hadseregtől.[1]
- 1848 – Az 1848–49-es forradalom és szabadságharc idején az udvarhelyszéki Agyagfalván összehívták a székely nemzetgyűlést, ahol nagy fontosságú határozatok születtek. A résztvevők a székelység nevében esküt tettek az alkotmányos magyar kormányra, társadalmi és nemzeti felszabadulást hirdettek, hitet tettek a jogegyenlőség és az alkotmányos szabadság mellett. A népgyűlésen „a szász és román testvérekhez” szóló, békés együttélésre buzdító kiáltványt fogadtak el. Kimondták továbbá a 19–25 éves székely ifjak általános hadkötelezettségét és egy, a honvédség mintáján alapuló székely hadsereg felállítását.
- 1848 – Ferdinánd császár és király Windisch-Grätz tábornagyot nevezi ki az Itálián kívüli haderők főparancsnokának, teljhatalommal ruházza fel, és utasítja a bécsi és a magyar forradalom leverésére.
- 1862 – Preysz Móric kémikus a Hegyaljai Borművelők Egyesületében három évvel Louis Pasteur előtt bemutatja pasztőrözési eljárását.
- 1895 – A király törvényesen bevett vallássá nyilvánítja az izraelita vallást.
- 1897 – Megnyílik a budapesti Magyar Színház.
- 1899 – Sarah Bernhardt és társulata a budapesti Magyar Színházban vendégszerepel.
- 1906 – Törvényesítik a prostitúciót Magyarországon.
- 1918 – I. Károly osztrák császár bejelenti Ausztria föderatív alapon való átalakítását, és felszólítja a tartományokat, alakítsák meg nemzeti tanácsaikat, ez azonban nem vonatkozik a Magyar Korona országaira.
- 1918 – Lékai János tisztviselő, a Galilei Kör tagja pisztollyal merényletet kísérel meg Gróf Tisza István miniszterelnök ellen.
- 1923 – Megalapítják a Disney Co.-t.
- 1925 – Kormányhatározatot hoznak a pengő bevezetéséről:  1 pengő értéke 12 500 korona lesz.
- 1926 – A budapesti operaház bemutatja Kodály Zoltán: Háry János c. daljátékát.
- 1934 – Mao Ce-tung és a kínai kommunisták hadserege elindul a hosszú menetelésre, a délkeleti Csianghszi tartományból egy 12 000 km hosszú úton a Kína középső részén fekvő Senhszi tartomány felé.
- 1940 – A varsói gettó megnyitása.
- 1944 – Szálasi Ferenc nyilas nemzetvezető átveszi a kormányhatalmat.
- 1944 – Dálnoki Miklós Béla tábornok átáll a Vörös Hadsereghez.
- 1946 – Tíz háborús bűnösön, akiket Nürnbergben elítéltek (Wilhelm Frick, Alfred Jodl, Hans Frank, Ernst Kaltenbrunner, Wilhelm Keitel, Joachim von Ribbentrop, Alfred Rosenberg, Fritz Sauckel, Arthur Seyß-Inquart, Julius Streicher) ezen a napon végrehajtják a halálos ítéletet.
- 1964 – Kína felrobbantja első atombombáját, ezzel a világ ötödik nukleáris hatalmává válik.
- 1965 – A New York-i világkiállításon elássák a második Westinghouse időkapszulát, melynek tervezett kinyitási ideje 6939.
- 1972 – Chilében bevezetik a szükségállapotot.
- 1973 – Henry Kissinger és Lê Đức Thọ megosztott Nobel-békedíjat kapnak.
- 1978 – Átadják a forgalomnak az M3-as autópálya első, 23,5 km hosszú szakaszát, Budapest és Gödöllő között.
- 1978 – Karol Józef Wojtyłát pápává választják, II. János Pál néven.
- 1979 – Az ENSZ Élelmezési és Mezőgazdasági Szervezete, a FAO Rómában ülésező konferenciája Magyarország javaslatára Világélelmezési Nappá nyilvánította október 16-át.
- 1984 – Desmond Tutu dél-afrikai püspök megkapja a Nobel-békedíjat.
- 1985 – Az Intel bemutatja első, 32-bit-es mikroszámítógép chip-jét.
- 1994 – Helmut Kohl német szövetségi kancellárt negyedik alkalommal választják újra.
- 2005 – Sikeresen földet ér a második kínai űrhajó, a Sencsou–6.
- 2007 – Az Egyesült Államok elnöke, George W. Bush az elnöki rezidencián fogadja a száműzetésben élő tibeti vallási és politikai vezetőt, a 14. dalai lámát.
- 2007 – Sólyom László köztársasági elnök – hivatalos bosznia-hercegovinai programja során – látogatást tesz a Szarajevóban állomásozó MH EUFOR-század állományánál.

### Egyéb események
- 2013 - Nagyiván településen mérték az év legmagasabb 24 óra alatt lehullott csapadékösszegét. Egy nap alatt 94 mm csapadék hullott le.[2]

## Sportesemények
Formula–1
- 1994 –  európai nagydíj, Jerez - Győztes: Michael Schumacher  (Benetton Ford)
- 2005 –  kínai nagydíj, Shanghai - Győztes: Fernando Alonso  (Renault)
- 2011 –  koreai nagydíj, Korean International Circuit - Győztes: Sebastian Vettel  (Red Bull-Renault)

## Születések
- 1351 – Gian Galeazzo Visconti olasz főrend, Milánó első hercege, II. Galeazzo Visconti fia († 1402)
- 1710 – Gróf Hadik András császári és királyi tábornok, Erdély katonai kormányzója, a bécsi Haditanács elnöke († 1790)
- 1725 – Gvadányi József magyar író († 1801)
- 1729 – Batthyány Tódor tanácsos († 1812)
- 1758 – Noah Webster amerikai lexikonkészítő († 1843)
- 1801 – Josip Jelačić horvát születésű császári tábornagy, horvát bán († 1859)
- 1803 – Robert Stephenson angol építőmérnök, (George Stephenson fia), mozdony- és vasútgép-gyártó vállalkozó, hídépítő († 1859)
- 1827 – Arnold Böcklin svájci festőművész, grafikus († 1901)
- 1854 – Oscar Wilde angol író, költő († 1900)
- 1863 – Sir Austen Chamberlain angol miniszterelnök (Nobel-békedíjas politikus, 1925) († 1937)
- 1865
  - Baross László magyar mezőgazdász, búzanemesítő († 1938)
  - Cserzy Mihály magyar író († 1925)
- 1886 – Dávid Ben-Gúrión politikus, Izrael Állam első miniszterelnöke († 1973)
- 1888 – Eugene O’Neill Irodalmi Nobel-díjas amerikai drámaíró († 1953)
- 1890 – Michael Collins ír forradalmár, politikus, az Ír Nemzeti Hadsereg parancsnoka († 1922)
- 1900 – Primo Conti olasz futurista festő, költő, zeneszerző († 1988)
- 1895 – Kalamár József magyar munkásmozgalmi politikus, csepeli városvezető. († 1956)
- 1901 – Kutasy Viktor magyar erdőmérnök († 1974)
- 1908 – Enver Hoxha Albánia háború utáni vezetője  (1944-85) († 1985)
- 1909 – Mezey Mária magyar színésznő érdemes és kiváló művész († 1983)
- 1911 – Zórád Ernő magyar grafikus, rajzoló, képregény-rajzoló († 2004)
- 1913 – Harangi Imre olimpiai bajnok ökölvívó († 1979)
- 1914 – Joel Thorne amerikai autóversenyző († 1955)
- 1916 – Pierre Meyrat francia autóversenyző († 1969)
- 1918 – Tony Rolt (Anthony Peter Roylance Rolt) brit autóversenyző († 2008)
- 1921 – Dévai Hédi magyar színésznő († 1979)
- 1925 – Angela Lansbury Golden Globe-díjas angol színésznő († 2022)
- 1927
  - Pusztai Péter magyar színész († 2017)
  - Révész György Balázs Béla-díjas magyar filmrendező († 2003)
  - Veszeley Mária magyar színésznő († 1989)
  - Günter Grass Nobel-díjas német író, költő, grafikus († 2015)
- 1934
  - Marosi József magyar gépészmérnök, olimpiai ezüstérmes vívó
  - Peter Ashdown (Peter Hawthorn Ashdown) brit autóversenyző
- 1937
  - Kemenes Géfin László magyar költő († 2022)
  - Eduard Moiszejevics Safranszkij orosz klasszikus gitárművész és zeneszerző († 2005)
- 1939
  - Kisfalussy Bálint romániai magyar színész, a Szatmárnémeti Északi Színház örökös tagja, zeneszerző, dalszerző, slágerénekes († 2015)
  - Turcsányi Erzsébet Jászai Mari-díjas magyar bábművész, színésznő
- 1952 – Szigeti István magyar zeneszerző
- 1954 – Corinna Harfouch (szül. Meffert) német színművésznő, filmszínésznő
- 1958 – Tim Robbins, Oscar-díjas amerikai színész
- 1959
  - Pamela Cecile Rasmussen, amerikai ornitológusnő
  - Gary Kemp, angol pop zenész és színész, a Spandau Ballet gitárosa és fő dalszerzője
- 1962 – Michael Balzary amerikai zenész
- 1965
  - Szun Cse-vej kínai matematikus
  - Szun Cse-hung kínai matematikus
- 1966 – Avass Attila magyar színész
- 1973 – Turek Miklós magyar színész
- 1976 – Fazekas Nándor magyar kézilabdázó
- 1980
  - Olanrewaju Durodola nigériai ökölvívó
  - Dragoș Coman román úszó
- 1984 – Trevor Blumas kanadai színész
- 1985 – Carlos Morais angolai kosárlabdázó
- 1986
  - Craig Pickering angol atléta
  - Grisnik Petra magyar színésznő
- 1990 – Jóhanna Guðrún Jónsdóttir (Yohanna) izlandi pop-énekesnő
- 1991 – Milica Ostojić szerb úszónő
- 1992 – Lukas Sembera cseh motorversenyző
- 1995 – Pak Szangjong olimpiai bajnok dél-koreai párbajtőrvívó
- 1997 – Charles Leclerc  monacói autóversenyző

## Halálozások
- 646 – Szent Gál szentté avatott misszionárius, bencés szerzetes (* 550 körül)
- 1553 – Id. Lucas Cranach német festő és rézkarcoló (* 1472)
- 1615 – Forgách Ferenc bíboros, prímás, esztergomi érsek (* 1566)
- 1680 – Raimondo Montecuccoli olasz gróf, osztrák császári fővezér (* 1609)
- 1791 – Grigorij Alekszandrovics Patyomkin herceg,  II. Nagy Katalin cárnő kegyence (* 1739)
- 1793 – Marie Antoinette osztrák főhercegnő, francia királyné, XVI. Lajos felesége,  kivégezték[3] (* 1755)
- 1903 – Jantyik Mátyás festőművész (* 1864)
- 1937 – William Sealy Gosset angol vegyész, statisztikus, a t-eloszlás kidolgozója (* 1876)
- 1946
  - Hans Frank dr., német politikus, Lengyelország gauleitere, második világháborús bűnös (* 1900)
  - Alfred Jodl (er. Alfred Baumgartner) német tábornok, a Wehrmacht főparancsnoka, második világháborús bűnös (* 1890)
  - Wilhelm Frick német jogász, belügyminiszter, második világháborús bűnös (* 1877)
  - Ernst Kaltenbrunner német SS-Obergruppenführer, második világháborús bűnös (* 1903)
  - Wilhelm Keitel német tábornagy, második világháborús bűnös (* 1882)
  - Joachim von Ribbentrop német külügyminiszter, második világháborús bűnös (* 1893)
  - Alfred Rosenberg német ideológus, második világháborús bűnös (* 1893)
  - Fritz Sauckel német „munkaügyi főmegbízott”, második világháborús bűnös (* 1894)
  - Arthur Seyß-Inquart német politikus, Hollandiát irányító birodalmi megbízott, második világháborús bűnös (* 1892)
  - Julius Streicher német politikus, a zsidóellenes propaganda egyik zászlóvivője, második világháborús bűnös (* 1885)
- 1953 – Nyirő József magyar író (* 1889)
- 1960 –  Valdemar Langlet svéd író, újságíró, nyelvész, 1944-ben a Svéd Vöröskereszt budapesti főmegbízottjaként az embermentő akciók egyik irányítója. (* 1872)
- 1981
  - Várnai Zseni József Attila-díjas magyar költő, író (* 1890)
  - Vásárhelyi András magyar földbirtokos, országgyűlési képviselő (* 1895)
  - Móse Daján izraeli tábornok, hadügyminiszter (* 1915)
- 1983 – Asztalos Lajos magyar politikus (* 1920)
- 1990 – Art Blakey amerikai jazz zenész (* 1919)
- 1998 – Keck Antal magyar ügyvéd, országgyűlési képviselő (* 1916)
- 2003 – Papp László magyar ökölvívó, háromszoros olimpiai bajnok (* 1926)
- 2007 – Deborah Kerr skót színésznő (* 1921)
- 2008 – Póczy Klára régész, művészettörténész (* 1923)
- 2016 – Várnagy Katalin Jászai Mari-díjas magyar színésznő (* 1940)
- 2022 – Várkonyi Gyula magyar zenész - festőművész (* 1947)
- 2024 – Liam Payne brit énekes, dalszerző (One Direction) (* 1993)

## Nemzeti ünnepek, emléknapok, világnapok
- Élelmezési világnap (1979 óta)
- A Kenyér világnapja
- Szentszék: II. János Pál pápa megválasztásának évfordulója
- Szent Gál misszionárius emléknapja a katolikus egyházban (halála napján)